# Emmanuel Sanon
Emmanuel Sanon (Port-au-Prince, 1951. június 25. – Orlando, Florida, USA, 2008. február 21.) haiti válogatott labdarúgó.

## Pályafutása
1970 és 1981 között 100 alkalommal szerepelt a haiti válogatottban és 47 gólt szerzett. Tagja volt az 1974-es világbajnokságon részt vevő csapatnak.